# Darina Sjmidt
Darina Sjmidt (russisk: Дари́на Серге́евна Шмидт) (født 6. september 1983 i Sankt Petersborg i Sovjetunionen) er en russisk filminstruktør.

## Filmografi
- Ivan Tsarevitj i Seryj Volk 3 (Иван Царевич и Серый волк 3, 2016)[2][3]
- Urfin Dzjus i ego derevjannye soldaty (Урфин Джюс и его деревянные солдаты, 2017)
- Kon Julij i bolsjije skatjki (Конь Юлий и большие скачки, 2020)